# Łomna (województwo małopolskie)
Łomna – wieś w Polsce położona w województwie małopolskim, w powiecie bocheńskim, w gminie Nowy Wiśnicz. Zabudowania i pola Łomnej znajdują się w dolinie Borowianki i Kobyleckiego Potoku, oraz na otaczających je wzgórzach Pogórza Wiśnickiego
| SIMC    | Nazwa     | Rodzaj    |
| ------- | --------- | --------- |
| 0824899 | Rybakówka | część wsi |
| 0824907 | Wyźranka  | część wsi |

W 1595 roku wieś położona w powiecie szczyrzyckim województwa krakowskiego była własnością kasztelana małogojskiego Sebastiana Lubomirskiego.
W czasie okupacji niemieckiej mieszkający we wsi Władysław Wyrwa udzielił pomocy Jerzemu Dränger, Simsze Lieblich, Leiserowi Leo Lieblich, Margot Dränger z d. Lieblich, Szymonowi Pflaster, NN Pflaster, Racheli (Róża) Kernkaut z d. Pflaster, Ignacemu Akerman z matką i wujem, Dawidowi Zollman z żoną, synem i braćmi. W 1981 roku Instytut Jad Waszem podjął decyzję o przyznaniu Władysławowi Wyrwie tytułu Sprawiedliwego wśród Narodów Świata.
W latach 1975–1998 miejscowość administracyjnie należała do województwa tarnowskiego.